# VfL Cologne 1899
Maillots
Le VfL Cologne 1899 est un ancien club allemand de football. Il est localisé à Cologne en Rhénanie du Nord-Westphalie.
Outre le Football, le club comporte aussi une section de Sport/Santé et une de Handbal.
Le cercle joue dans le complexe sportif du quartier de Weiden à proximité de l’endroit où se trouvait l’État-Major des Forces Belges en Allemagne (CCFBA) (voir : Zone britannique (secteur belge)).

## Repères historiques
- 1899 – 06/05/1899, fondation du INTERNATIONALEN FUSSBALL-CLUB KÖLN, qui change son nom peu après en KOLNER FUSSBALL-CLUB 1899.
- 1899 - des membres du KÖLNER TURN VEREIN fondèrent une section football qu'il nommèrent BORUSSIA KÖLN.
- 1914 - BORUSSIA KÖLN devint un club indépendant sous la dénomination de KOLNER CLUB fûr RASENSPIEL.
- 1916 - KOLNER FUSSBALL-CLUB 1899 changea son nom en KOLNER SPORT-CLUB 1899.
- 1937 - KOLNER SPORT-CLUB 1899 fusionna avec KOLNER CLUB fûr RASENSPIEL, le 13/07/1937, le club fusionné annonça sa nouvelle appellation: VEREIN für LEIBENSÜBUNGEN KÖLN 1899.
- 1943 - VEREIN für LEIBENSÜBUNGEN KÖLN 1899 forma une "Kriegspielgemeinschaft" avec le SPIEL VEREINIGUNG SÜLZ 07 pour jouer sous l'appellation KRIEFSPIELGEMEINSCHAFT für LEIBENSÜBUNGEN 99/SÜLZ 07.
- 1945 - tous les clubs furent dissous par les Alliés.
- 1945 - le club fut reconstitué sous l'appellation KÖLN VEREIN für LEIBENSÜBUNGEN 1899.
- 1951 - KÖLN VEREIN für LEIBENSÜBUNGEN 1899 forma un "Spielgemeinschaft" avec le SPORT-CLUB WEST KÖLN pour jouer sous l'appellation SPIELGEMEINSCHAFT VEREIN für LEIBENSÜBUNGEN 1899/SPORT-CLUB WEST.
- 1952 -  fin de la SPIELGEMEINSCHAFT VEREIN für LEIBENSÜBUNGEN 1899/SPORT-CLUB WEST, KÖLN VEREIN für LEIBENSÜBUNGEN 1899 reprit ses activités individuellement.

## Histoire
Le club fut fondé le 6 mai 1899 sous l’appellation Internationalen Fussball-Club Köln. Quelque temps plus tard, le club fut rebaptisé Kölner FC 1899 (à l’époque, il était encore fréquemment orthographié Cölner FC 1899) Ce fut le tout premier cercle de football fondé à Cologne. Club en tant que tel, car d’autres équipes avaient déjà joué mais elles étaient une section d’un autre club existant, essentiellement de Gymnastique.
Le club débuta à la Neusser Tor en face de l’église Ste-Agnès, puis en 1903, il s’installa dans le Weidenpescher Park. Le club a donc le même domicile depuis près de 108 ans. La même année, le Cölner FC 1899 devint le premier Champion d’Allemagne occidentale.
En 1916, le club fut renommé, Kölner Sport-Club 1899.
Durant les années 1920 et 1930, les rencontres du Kölner SC attirèrent régulièrement plus de 15 000 spectateurs.
Le club connut ensuite sa période la plus faste. Le Köln VfL 1899 accéda à la Gauliga Mittelrhein dès sa création en vue du championnat 1933-1934. Les Gauligen (équivalent Division 1) furent créées sur ordre des Nazis dès leur arrivée au pouvoir en 1933.
En 1937, le club fusionna avec Köln CfR (créé aussi en 1899, comme section de football appelée Borussia Köln, par des membres du Kölner Turverein puis qui en 1914 devint indépendant sous la dénomination Köln Club für Rasenspiel (CfR)). Le CfR remporta la Gauliga Mittelrhein en 1936 et en fut vice-champion l’année suivante
Le 13 juillet 1937, le club fusionné annonça sa nouvelle appellation VfL Köln 1899. Le club remporta deux titres en Gauliga en 1941 puis en 1942.
Lors de la saison 1943-1944, le VfL 1899 s’associa avec le SpVgg Sülz 07 pour former une Association sportive de guerre (en allemand : Kriegspielgemeinschaft – KSG). La KSG VfL 99/Sülz 07 conquit le titre 1944. Dans cette "KSG", évolua Peco Bauwens, futur Président de la Deutscher Fussball Bund.
En 1945, le club fut dissous par les Alliés, comme tous les clubs et associations allemands (voir Directive no 23).
Rapidement reconstitué, le club avait cependant perdu de son aura d’avant le conflit. Il se retrouva très vite dans l’ombre du 1. FC Köln, nouvellement formé, du SC Fortuna Köln et du VfR 04 Viktoria Köln.
Lors de la saison 1950-1951, le VfL Köln 1899 participa à la 2. Liga West, une ligue constituée un an plus tôt et qui était située au 2e niveau de la hiérarchie. Terminant 8e, le club conclut un accord pour former un "Spielgemeischaft" avec le SC West Köln pour jouer la saison 1951-1952 sous le nom de SG Köln 99/SC West. Mais ce fut un échec. La "Spielgemeischaft" éclata durant des matches retour. L'équipe termina dernière de son groupe et fut reléguée d'une 2. Liga West (qui était à ce moment ramenée de 2 à 1 série).
Les deux clubs reprirent des routes distinctes en Landesliga Mittelrhein. Le VfL Köln 1899 fut à nouveau relégué en 1953, cette fois vers la Bezirksliga. Il revint en Landesliga Mittelrhein (niveau 3) en 1954 et y resta jusqu’en 1963, il en fut vice-champion en 1957.
VfL Köln 1899 joua de nouveau au niveau 3 de 1964 à 1978. Il y resta alors que la ligue devenait le niveau 4 à la suite de l’instauration de l’Oberliga West. Il fut relégué vers le 5e niveau en fin de saison 1979-1980
Par la suite, le club n’apparut plus dans les plus hautes ligues régionales, au contraire il recula fortement.
En 2010-2011, le VfL Köln 1899 évolue en Kreisliga C (Groupe 4), soit au 11eniveau de la hiérarchie de la DFB.

## Palmarès

### Kölner FC 1899/Kölner VfL 1899
- Champion d’Allemagne occidentale: 1903, 1906.
- Champion de la Gauliga Mittelrhein: 1941, 1942, 1944.

- Demi-finaliste de la Tschammer Pokal: 1941.

### Kölner CfR
- Champion de la Gauliga Mittelrhein: 1936.
- Vice-champion de la Gauliga Mittelrhein: 1937. 1942

## Joueurs connus
- Peco Bauwens 1 fois International allemand en 1910 et président DFB de 1949 à 1962
- Leo Wilden, Champion d’Allemagne 1964 avec le 1. FC Köln et participant à la phase finale de la Coupe du monde 1962
- Otto Pfister, entraîneur de plusieurs équipes nationales dont celle du Togo qu’il coacha durant la phase finale de la Coupe du monde 2006
- Josef Röhrig, 12 fois International allemand (2 buts) de 1950 à 1956 et participant à la phase finale de la Coupe du monde 1954
- Alfons Moog, 7 fois International allemand (2 buts) de 1939 à 1940
- Karl Zolper, 1 fois International allemand (2 buts) en 1935
- Klaus Büschel,  International allemand amateur, participant aux Jeux Olympiques 1972